# Moskésvala
Moskésvala (Cecropis senegalensis) är en fågel i familjen svalor inom ordningen tättingar.

## Utseende
Moskésvalan är en relativt stor svala, med roströd undersida, ljusbeige strupe och vit framkant på undersidan av vingen som dock är tydlig endast i flykten. Den liknar unga savannsvalor, men saknar dennas mörka ”öronlappar” och beigefärgad vingframkant undertill.

## Utbredning och systematik
Moskésvala förekommer i Afrika söder om Sahara. Den delas upp i tre underarter med följande utbredning:
- Cecropis senegalensis senegalensis – förekommer från sydvästra Mauretanien och Senegal till södra Tchad och södra Sudan
- Cecropis senegalensis saturatior – från södra Ghana öserut till Sydsudan, Etiopien, Uganda, Rwanda, Burundi och Kenya, söderut till Republiken Kongo och norra Demokratiska republiken Kongo
- Cecropis senegalensis angolensis – från Angola till Demokratiska republiken Kongo, Zambia, Malawi och Moçambique

### Släktestillhörighet
Moskésvala placerades tidigare tillsammans med exempelvis ladusvalan i släktet Hirundo, men genetiska studier visar att den tillhör en grupp som står närmare hussvalorna i Delichon. De har därför lyfts ut till ett eget släkte, Cecropis.

## Levnadssätt
Moskésvalan ses vanligen i par i skogssavann, där den häckar i sandbankar, termitbon och i trädhål, framför allt baobabträd.

## Status och hot
Arten har ett stort utbredningsområde och en stor population, och tros öka i antal. Utifrån dessa kriterier kategoriserar IUCN arten som livskraftig (LC).